# Kromdraai
Kromdraai è una sito archeologico  che si trova a circa 2 km ad est del sito archeologico di Sterkfontein, e circa 45 km a nordovest di Johannesburg in Sudafrica. Fa parte del patrimonio dell'umanità dell'UNESCO denominato Culla dell'umanità.

## Scavi
Nel 1938 il sito fu portato all'attenzione di Robert Broom da uno studente locale di nome Gert Terrblanche, che vi aveva trovato diversi denti di ominide. I denti facevano parte di un teschio, che sarebbe poi diventato l'olotipo del Paranthropus robustus, repertato come TM 1517. Broom iniziò gli scavi che sarebbero proseguiti fino a circa il 1947, portando alla scoperta di numerosi resti di ominidi. Furono scavati due depositi, poi chiamati Kromdraai A e Kromdraai B, e fu in quest'ultimo che furono recuperati i resti Paranthropus robustus.
Nel 1955 il paleontologo sudafricano C.K. Brain ricominciò a lavorare sul sito Kromdraai B, scoprendo numerosi altri resti di ominidi e di altra fauna.
Negli anni ottanta la paleontologa statunitense Elizabeth Vrba condusse per breve tempo un'altra campagna di scavi a Kromdraai B, allo scopo di raccogliere altri campioni per i suoi studi sui bovini sudafricani.
Nel 1993 ripreseo gli scavi grazie a Francis Thackeray del Transvaal Museum, e Lee Berger dell'Università del Witwatersrand. In seguito a loro si unirono ricercatori dell'università di Harvard ed altri collaboratori.  Il risultato di questo lavoro fu il ritrovamento di altri fossili, ed una più precisa datazione per il sito.
L'ultima campagna di scavi si è svolta dal 2014 al 2018, coinvolgendo, oltre alla sudafricana National Research Foundation, istituzioni scientifiche francesi, con il supporto del Ministero degli esteri francese. Gli scavi hanno interessato Kromdraai B, ed hanno scoperto oltre 4.804 reperti fossili, 43 dei quali relativi ad ominidi; un risultato eccezionale, se comparato ai 39 fossili di ominidi scoperti dal 1938 al 2014.

## Fossili recuperati
Oltre al campione olotipo di Paranthropus robustus, sono stati recuperati altri 29 campioni di ominidi da Kromdraai B. Migliaia di fossili di altri animali provengono sia da Kromdraai A che da Kromdraai B.

### Datazione dei depositi
Kromdraai B è stato datato a circa 2,0-1,6 milioni di anni fa, e tutti o quasi i fossili di Paranthropus robustus risalgono a 1,8-1,6 milioni di anni fa.